# 拉美利斯
拉美利斯·山度士·多納西門托（發音：[ʁaˈmiɾes ˈsɐ̃tuz du nasiˈmẽtu]；1987年3月24日—），出生在里約熱內盧州巴拉皮拉伊，是一名巴西足球員，司職中場。

## 球會

### 早年
拉美利斯出身於圣卡塔琳娜州地區球隊若因维利，初時擔任左閘，其後調任中場。2008年1月，拉美利斯以30萬美金的轉會費轉投高士路，簽訂五年合約，當他將來轉投其他球會時，高士路將取得轉會費中七成，而若因维利則有三成。當時，他被球迷和媒體稱為「藍色肯雅人」（Queniano Azul），這是源於高士路的主要顏色和他的外型。這是一種恭維，指他的速度和在場上源源不絕的體力，可媲美在馬拉松方面有優秀表現的肯雅人。

### 賓菲加
2009年5月21日，拉美利斯以750萬歐羅身價加盟葡萄牙球會賓菲加，並簽訂五年合約，附加最低解約轉會金額為3,000萬歐羅。由於兩支球隊達成特殊協議，拉美利斯需要為高士路完成2009年南美解放者杯的賽程才正式轉投賓菲加，其時里斯本方面的季前熱身賽已經開始，拉美利斯被逼放棄他的假期計劃。由於他對兩間球會的忠誠和其不尋常的耐力，使他迅速成賓菲加中場線的其中一員，得到球迷的熱愛和球評家的注意。

### 車路士
2010年8月4日，賓菲加會方同意英超球隊車路士對拉美利斯1800萬歐元的轉會報價。
2011/12賽季歐洲冠軍聯賽淘汰賽中，車路士半決賽對陣巴塞隆納次回合，拉美利斯在上半場補時為車路士射入關鍵作客入球(總比數2-2)，最終車路士3-2淘汰巴塞隆納晉身決賽。拉美利斯最終隨隊擊敗拜仁慕尼黑獲得歐洲冠軍聯賽冠軍。
江苏苏宁
2016年1月，拉米雷斯以2600万欧元的身价从切尔西转会加盟至江苏苏宁足球俱乐部
2018赛季中超联赛中，拉米雷斯还未出现在征战中超联赛的大名单中

## 國家隊
2008年7月21日，拉美利斯獲選取代羅賓奴代表巴西U23出戰於北京舉行的2008年夏季奧林匹克運動會。期間，他上陣4次，巴西隊最終奪得銅牌。
2009年5月21日，拉美利斯首次獲巴西徵召出戰2010年世界盃外圍賽2009年洲際國家盃。6月6日，他在2010年世界盃外圍賽對烏拉圭的賽事中入替艾蘭奴而首次代表國家隊上陣。
2010年6月7日，拉美利斯在對坦桑尼亞的賽事攻入其處子入球，其後再度取得入球，最終以5-1的比分擊敗對手。

## 榮譽
若因维利
- 聖卡塔琳娜州聯賽（英语：Campeonato Catarinense）冠軍：2005年、2006年

高士路
- 米內羅甲級聯賽（英语：Campeonato Mineiro）冠軍：2008年、2009年

賓菲加
- 葡萄牙超級足球聯賽：2009/10年
- 葡萄牙聯賽盃：2009/10年

車路士
- 歐洲聯賽冠軍盃 冠軍:2011/12年
- 英格蘭足總盃 冠軍:2011/12年
- 歐霸盃  冠軍 2012/13年
- 英格蘭聯賽盃  冠軍 2014/15年
- 英格蘭超級聯賽 冠軍：2014/15年

巴西國家隊
- 洲際國家盃 冠軍：2009年

## 生涯數據

### 球會
| 球會     | 球季     | 聯賽 | 聯賽 | 盃賽 | 盃賽 | 聯賽盃 | 聯賽盃 | 南美或歐洲盃賽 | 南美或歐洲盃賽 | 總計 | 總計 |
| 球會     | 球季     | 上陣 | 入球 | 上陣 | 入球 | 上陣   | 入球   | 上陣           | 入球           | 上陣 | 入球 |
| -------- | -------- | ---- | ---- | ---- | ---- | ------ | ------ | -------------- | -------------- | ---- | ---- |
| 若因维利 | 2006-07  | 14   | 3    | *    | *    | *      | *      | *              | *              | 14   | 3    |
| 高士路   | 2007-08  | 32   | 3    | *    | *    | *      | *      | 2              | 0              | 34   | 3    |
| 高士路   | 2008-09  | 25   | 6    | *    | *    | *      | *      | 10             | 5              | 35   | 11   |
| 高士路   | 2009     | 4    | 1    | *    | *    | *      | *      | 8              | 1              | 12   | 2    |
| 賓菲加   | 2009-10  | 30   | 5    | 1    | 0    | 4      | 1      | 12             | 0              | 47   | 6    |
| 生涯總計 | 生涯總計 | 87   | 14   | 1    | 0    | 4      | 1      | 32             | 6              | 124  | 21   |

*:未有數據

### 國際賽入球
| #  | 日期         | 場地                   | 對手     | 入球 | 賽果 | 競賽   |
| -- | ------------ | ---------------------- | -------- | ---- | ---- | ------ |
| 1. | 2010年6月7日 | 坦桑尼亚，达累斯萨拉姆 | 坦桑尼亚 | 3-0  | 5-1  | 友誼賽 |
| 2. | 2010年6月7日 | 坦桑尼亚，达累斯萨拉姆 | 坦桑尼亚 | 5–1  | 5-1  | 友誼賽 |

## 外部結結
- （塞爾維亞文）Рамирес Сантус ду Насименту (Ramires Santos do Nascimento) （页面存档备份，存于）
- （英文） sambafoot
- （英文） Guardian Stats Centre
- （葡萄牙文） CBF[永久]
- （葡萄牙文） zerozero.pt[永久]
- （英文）ESPN Profile Archive.today的存檔，存档日期2012-12-05